# Хосро Хейдарі
Хосро Хейдарі (перс. خسرو حیدری, нар. 14 вересня 1983, Тегеран) — іранський футболіст, правий захисник клубу «Естеглал» та національної збірної Ірану.

## Клубна кар'єра
У дорослому футболі дебютував 2002 року виступами за команду клубу «Абумослем», в якій провів два сезони. Протягом 2004—2005 років захищав кольори команди клубу «Пайкан».
Своєю грою за останню команду привернув увагу представників тренерського штабу клубу «ПАС Тегеран», до складу якого приєднався 2005 року. Відіграв за команду з Тегерана наступні два сезони своєї ігрової кар'єри. Більшість часу, проведеного у складі ПАСа, був основним гравцем команди. 2007 року, після розформування тегеранського клубу, ще один сезон провів у новоствореному «ПАС Гамадан».
2008 року уклав контракт з клубом «Естеглал», у складі якого провів наступні два роки своєї кар'єри гравця.  Граючи у складі «Естеглала» також здебільшого виходив на поле в основному складі команди.
Протягом 2010—2011 років захищав кольори команди клубу «Сепахан», після чого повернувся до «Естеглала».

## Виступи за збірну
2007 року дебютував в офіційних матчах у складі національної збірної Ірану. Наразі провів у формі головної команди країни 49 матчів.
У складі збірної був учасником кубка Азії з футболу 2011 року у Катарі.

## Титули і досягнення
- Бронзовий призер Азійських ігор: 2006
- Переможець Чемпіонату Західної Азії: 2007